# Infraroodkijker
Een infraroodkijker werkt door het opvangen en in zichtbaar licht omzetten van infrarood licht.
De infraroodkijker kan dit licht opvangen en zet deze door middel van sensoren en elektronica om in een (meestal groen) beeld. Infraroodkijkers worden dan ook gebruikt door jagers en kampeerders. Videocamera's  hebben vaak ook een mogelijkheid om bij infraroodlicht opnames te maken en kunnen zo als geïmproviseerde infraroodkijker gebruikt worden. 
Voor militaire toepassingen is de infraroodbron minder gewenst, omdat die de plaats van de waarnemer onmiddellijk zou verraden als de tegenpartij ook een infraroodkijker heeft. Daarom wordt hier vaak gebruikgemaakt van nachtzichtapparatuur met beeldversterkers.